# インドシナ共産党
インドシナ共産党（インドシナきょうさんとう、ベトナム語：Đông Dương Cộng sản Đảng / 東洋共產黨）は、フランス領インドシナで1929年にベトナム青年革命同志会から急進派が脱退して結成した共産主義政党である。

## 歴史
インドシナにおいてはアンナン共産党、インドシナ共産主義者連盟などの共産主義組織が立て続けに結成され、統一を欠いたまま競合する、といった極めて複雑な状況が続いていた。このため、タイや香港で活動し、当時中国に亡命していたグエン・アイ・クオック（後のホー・チ・ミン）が1930年1月、香港にインドシナ共産党とアンナン共産党の代表を呼んで、2月3日、両党を合流させて「ベトナム共産党」（便宜的に旧ベトナム共産党と呼ぶこともある）を結成した。しかしながら、ベトナム共産党の結成はグエンがコミンテルンと関係なく独断で起こした行動であったため、モスクワから帰国したチャン・フーが1930年10月に党名を「インドシナ共産党」に変更、階級対決路線に沿った政治綱領を採択するなどコミンテルンの方針に忠実に軌道修正を行い、同党からグエン・アイ・クオック色を一掃してしまった。
このように、歴史上「インドシナ共産党」を名乗った政党は1929年に結成されたものと1930年にグエン・アイ・クオックによって結成されたものの2つがあるため、注意が必要である。
1945年11月、ベトナム独立同盟会（ベトミン）に合流し、インドシナ共産党は「解散」を宣言した。公開の政治活動を停止し、代わりにインドシナ・マルクス主義研究会を組織して、理論的研究活動のみに専念するとした。その後、1951年2月、第2回党大会において「ベトナム労働党」と改称し、党の存在を公然化した。